# Khaen Koshi
Khaen Koshi é um filme de drama iraniano de 2022 , dirigido por Masoud Kimiai.

## Enredo
O filme é uma história de camaradagem e democracia. Retrata a vida de Mehdi Baligh, um ladrão e vigarista iraniano.

## Elenco
- Amir Aghaei
- Mehran Modiri
- Poulad Kimiayi
- Mani Heidari
- Sam Derakhshani
- Saeid Pirdoost
- Sara Bahrami
- Hamid Reza Azarang
- Farhad Aeesh
- Reza Yazdani (singer)